# Горне Штітаре
Горне Штітаре (словац. Horné Štitáre) — село, громада округу Топольчани, Нітранський край. Кадастрова площа громади — 5.68 км². Протікає Перковський потік.
Населення 571 особа (станом на 31 грудня 2019 року).

## Історія
Горне Штітаре згадуються 1246 року.

## Населення
| Рік:            | 1994. | 2004.   | 2014.    | 2024.    |
| --------------- | ----- | ------- | -------- | -------- |
| Кількість осіб: | 456   | 452     | 506      | 654      |
| Різниця:        |       | -0,87 % | +11,94 % | +29,24 % |

| Рік:            | 2023. | 2024.   |
| --------------- | ----- | ------- |
| Кількість осіб: | 676   | 654     |
| Різниця:        |       | -3,25 % |